# Свистунов, Алексей Николаевич
 Алексей Николаевич Свистунов  (1808  — 8 апреля 1872) — камергер, тайный советник, директор департамента личного состава Министерства иностранных дел. Брат декабриста П. Н. Свистунова.

## Биография
Младший сын мистика и масона Николая Петровича Свистунова (1770—1815) от брака его с фрейлиной двора Марией Алексеевной Ржевской (1778—1866). Образование получил в Школе гвардейских подпрапорщиков и кавалерийских юнкеров. 21 августа 1826 года был определен на службу в лейб-гвардии Конный полк, с  25 марта 1828 корнет. 25 января 1835 года вышел в отставку в чине штабс-ротмистра.
Перейдя на гражданскую службу, 21 января 1838 года был назначен в Министерство финансов, 19 мая того же года произведен в коллежские асессоры. Затем назначен чиновником особых поручений (8-го класса). Исполнял должность столоначальника особой канцелярии по кредитной части. 31 декабря того же года назначен камер-юнкером двора Его Величества. 26 января 1842 года переведён в ведомство гоф-интендантской конторы чиновником особых поручений (6-го класса). 17 октября того же года назначен в Военное министерство. С 1845 года статский советник и камергер двора. 

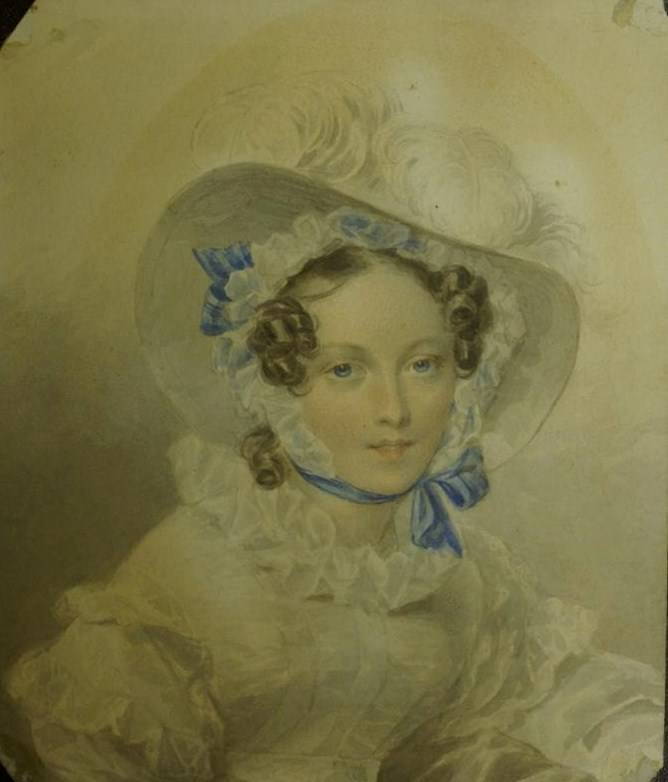
Надежда Львовна на акварели П. Ф. Соколова

С 22 мая 1846 года член общего присутствия провиантского департамента. 6 ноября 1849 года назначен управляющим Павловска и дворцовым правлением с оставлением в прежней должности. 8 апреля 1851 года получил чин действительного статского советника. 16 февраля 1852 года уволен от должности управляющего с оставлением в звании камергера и заседающим в общем присутствии провиантского департамента Военного министерства. 18 февраля 1852 года определен на службу в драгунский принца Виртембергского полк, состоял при командующем действующим корпусом на турецкой границе.
20 октября 1854 года вышел в отставку в чине действительного статского советника, но 24 октября 1855 года вновь вернулся на службу и состоял по Военному министерству в звании камергера. 2 мая 1856 года был переведён в Министерство иностранных дел. Вышел в отставку в 1870 году.
По отзыву современников, Свистунов «отличался красивым лицом и привлекательной осанкой, он умел вести светскую беседу, был начитан и умен, но его самодовольство и тщеславие были ему в ущерб, но искупались двумя хорошими качествами — искренностью и умением без обиды выслушивать о себе правду». Свистунов был знаком с А. С. Пушкиным и участвовал с ним в санном катании, устроенном Пашковыми в марте 1831 году. Последние годы проживал во Франции. Скончался 8 апреля 1872 года в Ло и Гаронне.

## Семья

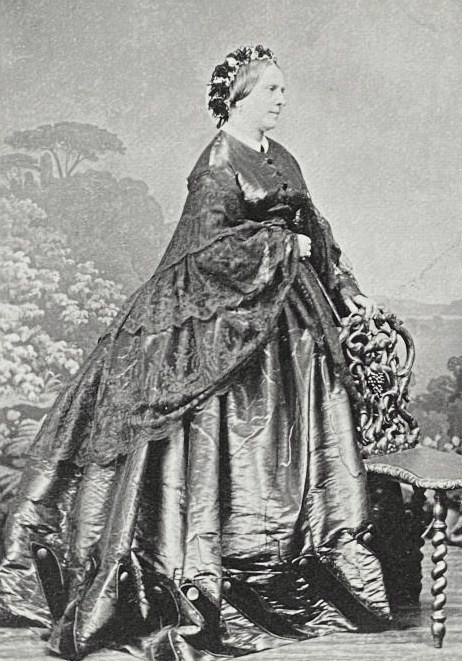
Надежда Львовна Свистунова

Жена (с 18 октября 1836 года) — графиня Надежда Львовна Соллогуб (1815—13.01.1903), дочь графа Л. И. Соллогуба; двоюродная сестра писателя В. А. Соллогуба и племянница князя А. М. Горчакова. По окончании Екатерининского института была принята фрейлиной (1832) ко двору великой княгини Елены Павловны. По отзыву Д. Фикельмон, «была очень хорошенькая, с изящными чертами и красивыми глазами».  «У неё было обольстительное лицо, — вспоминала А. О. Смирнова, — и она была глупее своей сестры Обрезковой, но доброе существо». По словам княгини В. Ф. Вяземской, Пушкин  «открыто ухаживал» за Надин Соллогуб и свое чувство к ней он выразил в стихотворении «Нет, нет, не должен я, не смею, не могу... ». В 1834 году к фрейлине Соллогуб «переживал свою первую любовь» великий князь Александр Николаевич. В 1836 году ею был увлечен Андрей Карамзин, но мать последнего не допускала возможности этого брака. В июле 1836 года Надежда Соллогуб уехала за границу.
В октябре 1836 года в Штутгарте неожиданно для многих вышла замуж за А. Н. Свистунова. Видевший супругов А. Н. Карамзин писал, что после замужества у неё пропал огарок кокетства, «она была хороша, как прежде, но очень скучна, чего раньше не было». «Теперь я понять не могу, — признавался Карамзин, — как и о чём я говорил с ней раньше. Муж её мне полюбился, мы с ним друзья, он любезен и весел». Семейная жизнь Свистуновых протекала вполне безоблачно. Ю. А. Олсуфьев вспоминал, что в старости тётушка Надежда Львовна часто бывала у них в доме на Фонтанке и однажды приезжала в Буйцы, «в гостиной при звуках вальса у неё показались слезы: она вспомнила былое, когда в молодости за ней ухаживал весь двор, а Лермонтов писал в её альбом стихи». В браке родились:
- Елена Алексеевна (17.11.1838—10.07.1839), похоронена на Тихвинском кладбище Александро-Невской лавры.
- Марианна Алексеевна, не замужем, была «толстой и жизнерадостной девицей».
- Софья Алексеевна (1844—19 ?), замужем (с 31.10.1862) за бароном А. Н. Корфом, генерал-губернатором в Восточной Сибири.
- Алексей Алексеевич (27.05.1846—20.01.1847), похоронен на Тихвинском кладбище.
- Николай Алексеевич (1853—01.01.1858), умер в Париже от воспаления легких, похоронен на кладбище Монмартр.